# 一色定堅
一色 定堅（いっしき さだかた）は、江戸時代初期の旗本。吉良氏の一族で、旗本一色家を興した。

## 生涯
慶長17年（1612年）、吉良義定の三男として生まれる。
はじめ駿河大納言徳川忠長に仕えたが、寛永9年（1632年）に忠長の改易に伴い浪人（処士）となる。
寛永13年12月10日（1637年）に赦免される。のち徳川家光に拝謁し、寛永19年（1642年）12月23日に御書院番士となった。寛永20年（1643年）12月18日、切米500俵が給される。
寛文6年（1666年）4月10日に死去。享年55。吉良家菩提寺でもある江戸牛込の万昌院に葬られた。万昌院は一色家代々の葬地となった。
長男の定利（権十郎）は早世し、次男の定尚が家督を継いだ。

## 註
1. ↑  『寛政重修諸家譜』記載の享年より逆算